# Bukuloram
Bukuloram (en serbe cyrillique : Вукулорам) est un village de Serbie situé dans la municipalité de Prokuplje, district de Toplica. Au recensement de 2011, il comptait 4 habitants.

## Démographie
| 1948 | 1953 | 1961 | 1971 | 1981 | 1991 | 2002 | 2011 |
| ---- | ---- | ---- | ---- | ---- | ---- | ---- | ---- |
| 111  | 112  | 79   | 41   | 25   | 15   | 12   | 4    |

|  |